# Babylon (ранобэ)
Babylon (яп. バビロン Ба:бирон, Вавилон) — японская серия романов, созданная Мадо Нодзаки с иллюстрациями Дзайна. В феврале 2019 года на их основе начала публиковаться манга, нарисованная Нобухидэ Такиситой. Аниме-сериал студии Revoroot показывался с 7 октября 2019 года по 27 января 2020 года и был доступен во всём мире через Amazon Video.

## Сюжет
История вращается вокруг Дзэна Сэйдзаки, одного из прокуроров в Токио. Во время расследования фактов мошенничества в работе крупной фармацевтической корпорации он выходит на заговор по захвату власти в новом автономном районе на западе города.

## Персонажи
Дзэн Сэйдзаки (яп. 正崎善 Сэйзаки Дзэн)
Сэйю: Юити Накамура
Синобу Кудзиин (яп. 九字院偲 Кудзиин Синобу)
Сэйю: Такахиро Сакураи
Ацухико Фумио (яп. 文緒厚彦 Фумио Ацухико)
Сэйю: Кэнсё Оно
Хиаса Сэкуро (яп. 瀬黒陽麻 Сэкуро Хиаса)
Сэйю: Мао Итимити
Ясутака Моринага (яп. 守永泰孝 Моринага Ясутака)
Сэйю: Кэнъю Хориути

## Медиа

### Романы
Мадо Нодзаки опубликовал первый роман в серии с иллюстрациями Дзайна под лейблом Kodansha Taiga в 2015 году. Серия состоит всего из трёх романов.
| № | Заглавие        | Дата публикации | ISBN                   |
| - | --------------- | --------------- | ---------------------- |
| 1 | Woman Онна (女) | 20 октября 2015 | ISBN 978-4-06-294002-3 |
| 2 | Death Си (死)   | 20 июля 2016    | ISBN 978-4-06-294031-3 |
| 3 | End Цуи (終)    | 22 ноября 2017  | ISBN 978-4-06-294072-6 |

### Манга
В феврале 2019 года на основе романов на сайте Comic Days издательства Kodansha начала публиковаться манга, нарисованная Нобухидэ Такисита. Манга была выпущена в двух томах. Оба тома поступили в продажу 9 октября 2019 года.

### Аниме
19 марта 2018 года состоялся анонс аниме-адаптации. Производством занимались студии Revoroot и Twin Engine под руководством режиссёра Киётаки Судзуки, дизайнером персонажей стал Кэйсукэ Гото, а композитором — Ютака Ямада. Премьера состоялась в октябре 2019 года. Трансляция аниме по всему миру происходила на сервисе Amazon Video.